# اورتانیس
اورتانِس، روستایی است از توابع بخش کوهسار و در شهرستان سلماس استان آذربایجان غربی ایران.
این روستا در مقطه صفر مرزی در همسایگی کشور ترکیه می باشد. وجود آب و هوای بکر و محصولات دامی ارگانیک و آبشار مشهور و زیبای آن میتواند این روستای قدیمی(مستند به قبور موجود)را به قطب گردشگری کوهسار و سلماس تبدیل کند.

## جمعیت
این روستا در دهستان شپیران قرار داشته و بر اساس سرشماری سال ۱۳۸۵ جمعیت آن ۹۸نفر (۲۰ خانوار)
بوده است.